# Iolaphilus jamesoni
Iolaphilus jamesoni är en fjärilsart som beskrevs av Druce 1891. Iolaphilus jamesoni ingår i släktet Iolaphilus och familjen juvelvingar. Inga underarter finns listade i Catalogue of Life.